# Ґрохови
Ґрохови (пол. Grochowy) — село в Польщі, у гміні Рихвал Конінського повіту Великопольського воєводства.
Населення — 628 осіб (2011).
У 1975-1998 роках село належало до Конінського воєводства.

## Демографія
Демографічна структура станом на 31 березня 2011 року:
|          | Загалом | Допрацездатний вік | Працездатний вік | Постпрацездатний вік |
| -------- | ------- | ------------------ | ---------------- | -------------------- |
| Чоловіки | 307     | 75                 | 190              | 42                   |
| Жінки    | 321     | 73                 | 171              | 77                   |
| Разом    | 628     | 148                | 361              | 119                  |